# Magnézium-szilikát
A magnézium-szilikát a magnézium szilíciummal és oxigénnel alkotott vegyületeinek gyűjtőneve, de valójában a magnézium-szilikát az MgSiO3 képletű vegyületet jelöli. A többi alkálifémmel, és alkáliföldfémmel alkotott szilikáthoz hasonlóan, a magnézium-szilikát is sok formában fordul elő. Elterjedt formája ezen kívül a zsírkő, valamint a magnézium-triszilikát, melynek képlete Mg2O8Si3.

## Felhasználás
Az élelmiszeriparban csomósodást gátló anyagként, töltőanyagként, valamint egyes bevonatok készítése során alkalmazzák. Számos élelmiszerben, elsősorban a szárított ételekben fordulhat elő, de leginkább kozmetikumokban alkalmazzák.
Formái:
- E553ai szintetikus magnézium-szilikát
- E553aii magnézium-triszilikát
- E553b, vagy E553iii zsírkő

## Egészségügyi hatások
Napi maximum beviteli mennyisége nincs meghatározva. Nincs ismert mellékhatása, bár 2007. március 12-én Kínában, Shaanxi tartományban a kínai hatóság betiltotta a magnézium-triszilikát olyan módon történő alkalmazását, hogy a használt sütőolaj újrahasznosítása során az olajban található szennyeződéseket magnézium-triszilikáttal szűrjék ki, mert az így újból felhasznált olajnak rákkeltő hatást tulajdonítanak.